# Rhanidophora albigutta
Rhanidophora albigutta är en fjärilsart som beskrevs av Fawcett 1915. Rhanidophora albigutta ingår i släktet Rhanidophora och familjen nattflyn. Inga underarter finns listade.